# Colegiul Național de Apărare
Colegiul Național de Apărare (CNAp) este o instituție de învățământ din România, înființată în 1992.
Este considerat cea mai înaltă formă de învățământ politico-militar din România.
Întâi a funcționat independent, pentru ca în 2002 să fie inglobat în Academia Militară.